# Mokre (stacja kolejowa)
Mokre – dawna stacja kolejowa w Mokrem, w województwie kujawsko-pomorskim, w Polsce.